# TAI TF-X
TFX là loại máy bay tiêm kích chiếm ưu thế trên không tàng hình thế hệ tiếp theo đang được hãng Turkish Aerospace Industries (TAI) của Thổ Nhĩ Kỳ phát triển, với sự hỗ trợ công nghệ từ hãng Saab AB.

## Chương trình thu mua
Không quân Thổ Nhĩ Kỳ dự định sẽ đặt mua hơn 250 chiếc TFX vào năm 2020 và đưa chúng vào cấu trúc mạng trung tâm không quân gồm F-35, F16 Block 50+, Hệ thống gây nhiễu tầm xa trên máy bay và Boeing 737-AESA Peace Eagle AW&CS.